# Thoix
Thoix (picardisch: Toé) ist eine nordfranzösische Gemeinde mit 146 Einwohnern (Stand 1. Januar 2022) im Département Somme in der Region Hauts-de-France. Die Gemeinde liegt im Arrondissement Amiens und gehört zum Kanton Ailly-sur-Noye.

## Geographie

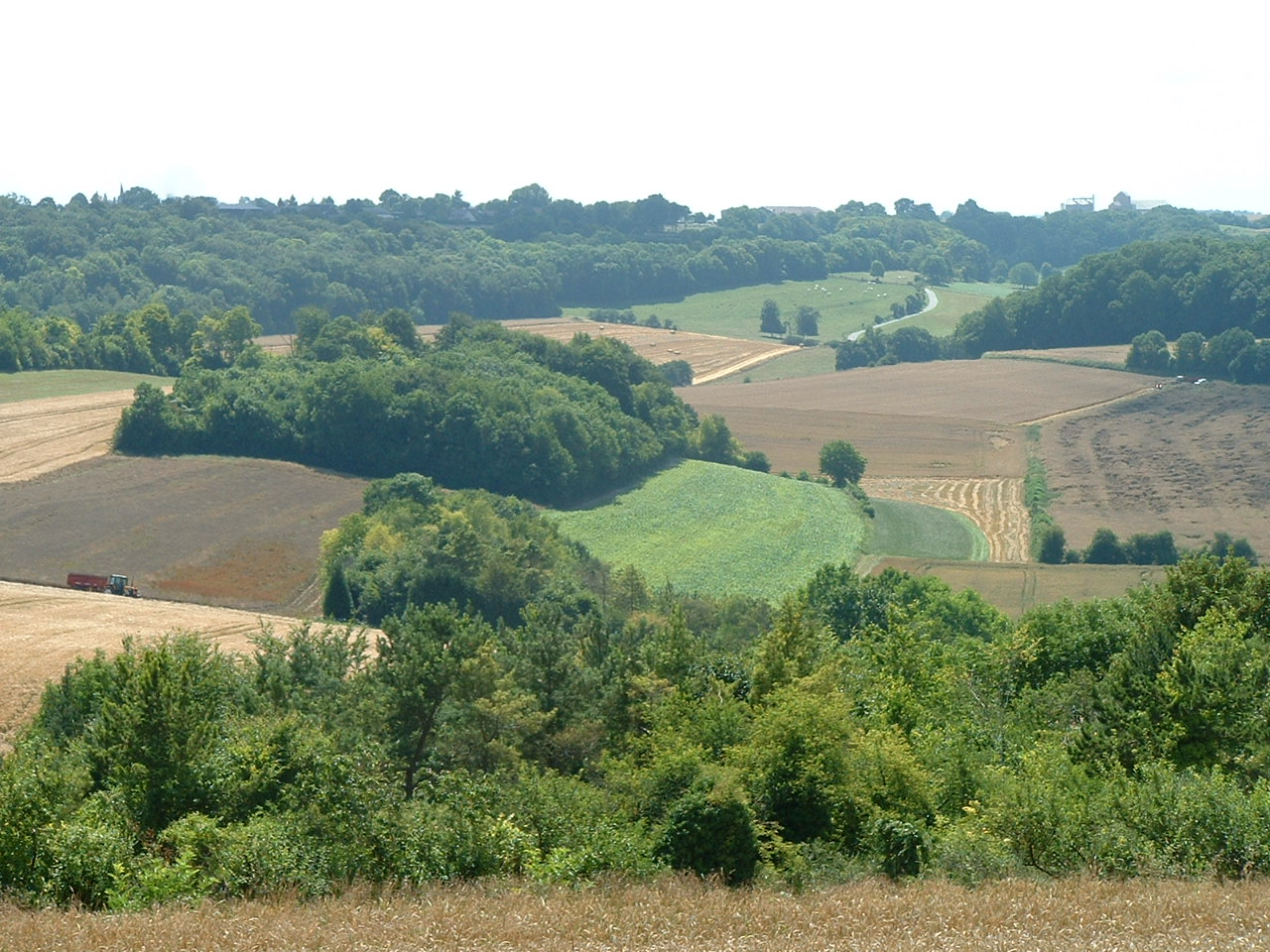
Blick auf das Tal Vallon des Parquets

Die Gemeinde an der Grenze zum Département Oise (mit der isolierten Ferme du Campreux) liegt rund acht Kilometer südwestlich von Conty am Oberlauf des Bachs Parquets, einem kleinen Zufluss der Évoissons, die über die Selle in die Somme entwässern.

## Geschichte
Thoix wurde im Jahr 1140 als Teoletum erstmals genannt. Die Herrschaft trug den Titel einer Markgrafschaft. Der Admiral de Bonnivet, Günstling von Franz I. hatte sie inne.

## Einwohner
| 1962 | 1968 | 1975 | 1982 | 1990 | 1999 | 2006 | 2011 |
| ---- | ---- | ---- | ---- | ---- | ---- | ---- | ---- |
| 124  | 105  | 114  | 130  | 135  | 144  | 136  | 135  |

## Sehenswürdigkeiten
- Kirche Saint-Étienne aus dem 16. Jahrhundert
- im 19. Jahrhundert umgebautes Schloss aus dem 16. Jahrhundert mit zwei quadratischen Flankentürmen
- mehrfach veränderter Kalvarienberg aus dem 16. Jahrhundert, 1942 als Monument historique klassifiziert (Base Mérimée PA00116256)
- großes Taubenhaus auf dem Gehöft gegenüber dem Schloss
- Denkmal für einen Luftkampf im Juni 1940, zwischen Thoix und Brassy

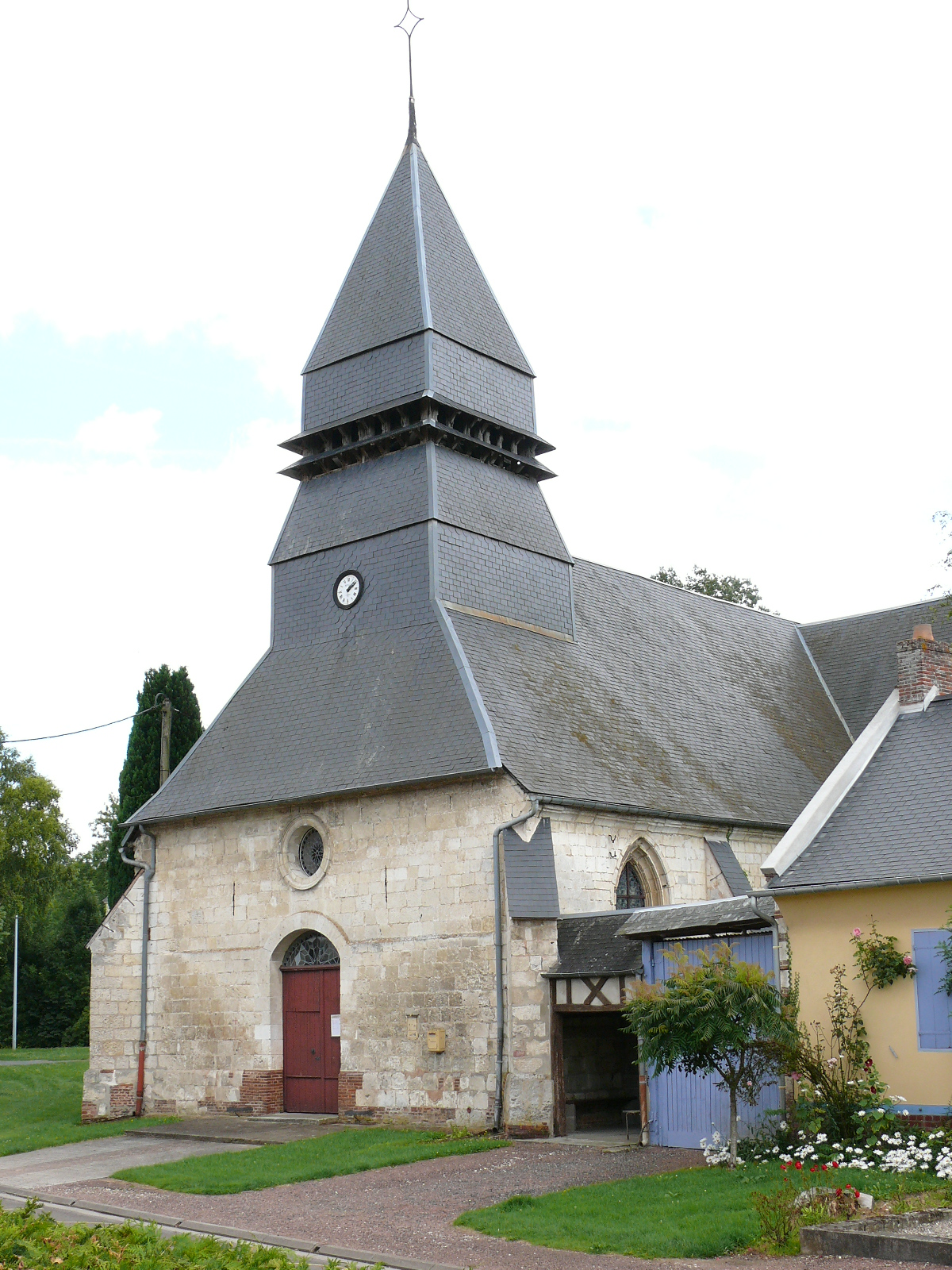
Kirche Saint-Étienne
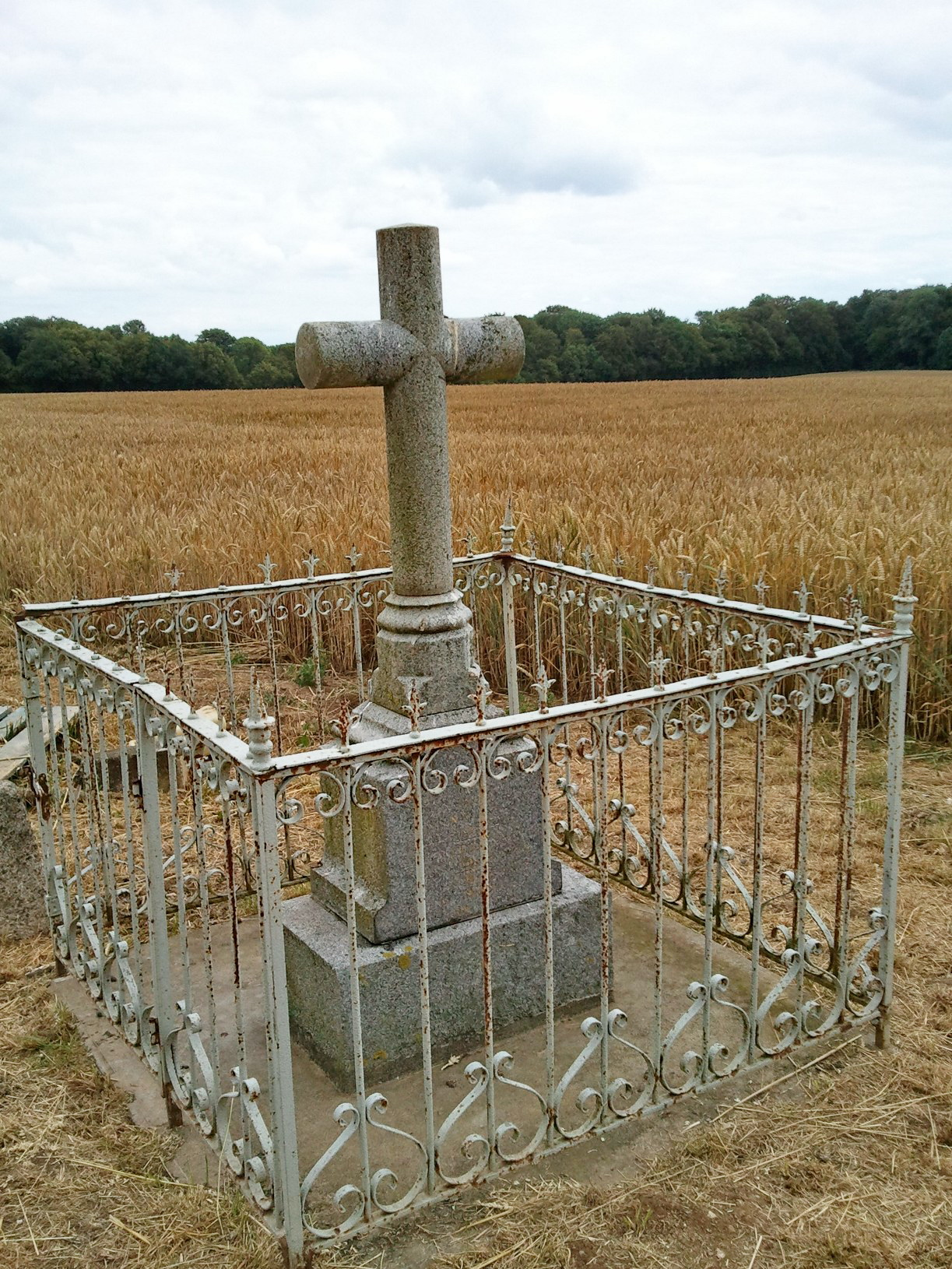
Fliegerdenkmal